# Omicron tuberculatum
Omicron tuberculatum är en stekelart som först beskrevs av Fox 1899.  Omicron tuberculatum ingår i släktet Omicron och familjen Eumenidae. Inga underarter finns listade i Catalogue of Life.